# 27. источнобосанска дивизија НОВЈ
Двадесетседма источнобосанска дивизија НОВЈ формирана је 10. октобра 1943. у ослобођеној Тузли од Друге крајишке, 17. мајевичке, 18. источнобосанске бригада, и делова Бирчанског НОП одреда. 24. октобра у њен састав ушла је Деветнаеста бирчанска бригада. Из састава дивизије изашле су 18. бригада (2. децембра 1943) и 2. крајишка (5. маја 1944). Уместо њих у дивизију су ушле Шеснаеста муслиманска бригада 15. марта 1944. и Двадесета романијска бригада 19. маја 1944. При формирању, дивизија је имала 2.037, 25. октобра 3.309, а средином новембра око 4.100 бораца. Пошто је борачки састав претежно потицао из Тузле и шире околине, 27. дивизија у неким књигама се назива и тузланском.
Дивизија је била у саставу Трећег ударног корпуса НОВЈ и њена борбена дејства одвијала су се претежно на територији источне Босне. За то подручје био је задужен 5. СС корпус Друге оклопне армије. Немачке формације задужене за ово подручје биле су: 369. легионарска, 7. СС, а од марта 1944. и 13. СС дивизија „Ханџар“. У већим операцијама учествовале су и јединице других корпуса (173. и 187. резервна, 1. козачка коњичка, 42. ловачка, 92. моторизовани и 901. оклопно-гренадирски пук).
Под немачком тактичком командом на том терену биле су и снаге Трећег зборног подручја НДХ и Првог усташког здруга. На терену су деловали и Мајевички, Озренски, Требавски и Романијски корпус ЈВуО и друге јединице, као и снаге муслиманске милиције и „зеленог кадра“.
Овом подручју немачка Команда Југоистока придавала је велики значај, тако да су на њему готово непрекидно трајале операције против снага Трећег корпуса НОВЈ. Трећи корпус настојао је да не испусти иницијативу из руку, па је вршио противударе. 27. дивизија је у октобру 1943. заузела Соколац, у децембру у јеку офанзиве Шнештурм напала Брезу и заузела Вареш, у јануару 1944. поново заузела Вареш и учествовала у нападу на Тузлу. У борбама је 25. децембра 1943. погинуо народни херој Вељко Лукић Курјак, командант 17. бригаде, а 2. јануара 1944. народни херој Павле Горанин, политички комесар дивизије.
Обостране динамичне активности и оштре борбе наставиле су се и наредних месеци. 27. дивизија учествовала је у борбама за Хан Пијесак, Соколац, Рогатицу, Власеницу, Сребреницу и друга упоришта.
Почетком септембра 1944. Трећи корпус је искористио повољан развој околности и 17. септембра 27. дивизија је коначно ослободила Тузлу.
Након продора Црвене Армије у долину Велике Мораве 10. октобра 1944, ово подручје је за Немце додатно добило на значају, као једини могући правац извлачења Армијске групе Е. Са њеним надирућим колонама 27. дивизија водила је током новембра 1944. оштре борбе (Пробој Армијске групе Е кроз источну Босну), на које су се надовезале борбе са главнином ЈВуО која је садејствовала овом покрету (Офанзива ЈВуО у источној Босни децембра 1944).
Уследиле су оштре борбе за Власеницу јануара 1945. и борбе у долини Дрине и Босне током фебруара и марта. У Сарајевској операцији 27. дивизија одиграла је значајну улогу, опколивши почетком априла 1945. на Романији немачки 363. пук 181. дивизије.
Дивизија је извела и последњу ратну операцију на подручју Југославије у Другом светском рату - уништење усташке групације утврђене у босанској Посавини. Последње усташко утврђење ликвидирано је 25. маја 1945.